# 에네르고마쉬

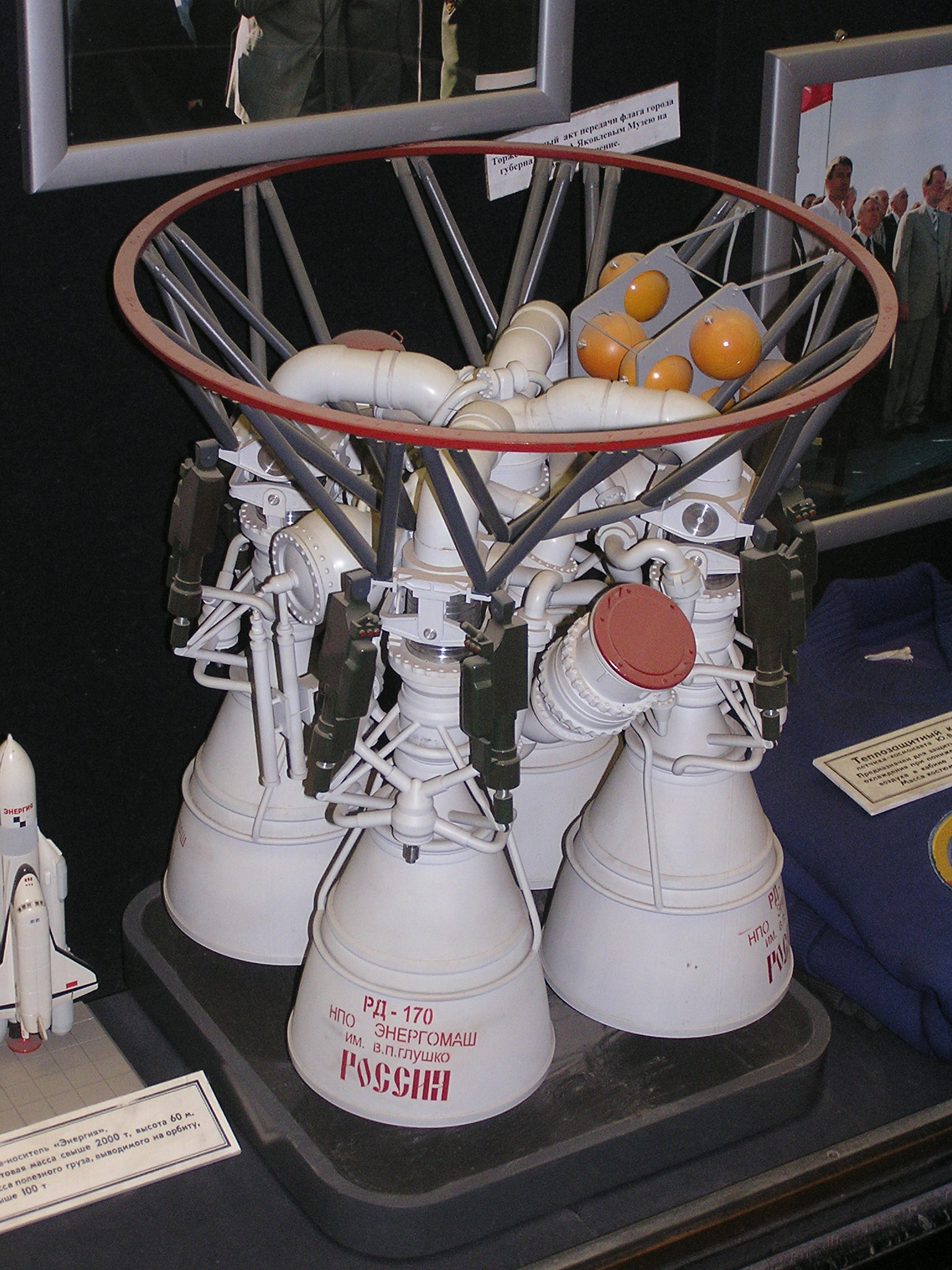

에네르고마쉬(NPO Energomash)는 1946년 설립된 러시아의 로켓엔진 제작사이다. 나로호 엔진 RD-151을 생산한다.

## 역사
1946년 OKB-456 설계국이란 이름으로 설립되었다. 1991년 5월 15일, 설계국의 수석 디자이너 발렌틴 글루시코를 기념하는 의미에서 NPO 에네르고마쉬로 개명했다.
러시아의 대형 액체산소 우주로켓 엔진을 개발, 제작하는 것으로 유명하다.
세계 최초의 ICBM인 세묘르카 미사일의 RD-107 엔진과 제니트 로켓 엔진인 RD-170 엔진으로 매우 유명하다. 나로호 엔진도 제니트 엔진의 하나이다. 제니트 엔진은 2010년 세계최고의 로켓엔진이라며 미국 록히드 마틴이 백여발을 수입계약했다.